# Dutch Ruppersberger
Charles Albert Ruppersberger, detto Dutch (Baltimora, 31 gennaio 1946), è un politico e avvocato statunitense, membro della Camera dei rappresentanti per lo stato del Maryland dal 2003 al 2025.

## Biografia
Dopo gli studi, Ruppersberger si laureò in legge e cominciò ad esercitare la professione di avvocato. In seguito fu assistente del procuratore di stato della contea di Baltimora e membro del consiglio della contea.
Nel 2002, quando il deputato repubblicano Robert Ehrlich decise di ritirarsi per concorrere nelle elezioni a governatore, Ruppersberger si candidò come democratico per succedergli. In quest'elezione dovette fronteggiare Helen Delich Bentley, una repubblicana che aveva rappresentato quel distretto dal 1985 al 1995. La Bentley alla fine non riuscì a riappropriarsi del suo vecchio seggio, venendo sconfitta da Ruppersberger con il 54% dei voti. Da allora l'uomo è sempre stato rieletto con ampio margine.
Dutch Ruppersberger è sposato dal 1971 con Kay Murphy, dalla quale ha avuto due figli.